# HD93991
HD93991 — хімічно пекулярна зоря спектрального класу A8, що має видиму зоряну величину в смузі V приблизно  8,1.
Вона  розташована на відстані близько 847,2 світлових років від Сонця.